# Jake Goebbert
Jacob Dwayne Goebbert (né le 24 septembre 1987 à Hoffman Estates, Illinois, États-Unis) est un voltigeur de baseball qui joue dans la Ligue majeure en 2014 pour les Padres de San Diego.

## Carrière
Joueur des Wildcats de l'université Northwestern, Jake Goebbert est repêché au 13e tour de sélection par les Astros de Houston en 2009. Il est échangé à deux reprises alors qu'il évolue en ligues mineures : le 4 avril 2013, il passe aux Athletics d'Oakland en retour du lanceur gaucher Travis Blackley, puis le 15 mai 2014, Oakland le transfère aux Padres de San Diego avec le lanceur droitier Ronald Herrera contre le voltigeur Kyle Blanks.
Goebbert fait ses débuts dans le baseball majeur avec San Diego le 20 juin 2014. À sa première apparition au bâton dans ce match, alors qu'il est frappeur suppléant contre le lanceur Dan Haren des Dodgers de Los Angeles, il réussit son premier coup sûr au plus haut niveau et récolte de cette façon son premier point produit. Il frappe pour, 218 de moyenne au bâton en 51 matchs des Padres en 2014, et réussit au passage un premier coup de circuit, le 9 juillet aux dépens du lanceur Jair Jurrjens des Rockies du Colorado.
Après une saison entière passée chez les Chihuahuas d'El Paso, club-école des Padres, Goebbert il est mis sous contrat par les Pirates de Pittsburgh le 25 novembre 2015. Le 6 avril 2016, sans qu'il n'ait joué pour les Pirates, il est réclamé au ballottage par les Rays de Tampa Bay.